# Gare de Caen-Saint-Martin
Gare de Caen-Saint-Martin vasútállomás Franciaországban, Caen településen.

## Vasútvonalak
Az állomást az alábbi vasútvonalak érintik:
- Caen–Courseulles-sur-Mer-vasútvonal

## Kapcsolódó állomások
A vasútállomáshoz az alábbi állomások vannak a legközelebb: